# Strumigenys juliae
Strumigenys juliae är en myrart som beskrevs av Auguste-Henri Forel 1905. Strumigenys juliae ingår i släktet Strumigenys och familjen myror. Inga underarter finns listade i Catalogue of Life.